# S-400
S-400 Triumf (rusko C-400 «Триумф»; NATO oznaka: SA-21 Growler, v preteklosti S-300PMU-3) je ruski samovozni protiletalski sistem z dolgim dosegom. S-400 se lahko uporablja tudi proti manevrirnim in balističnim raketam. Razvit je na podlagi predhodnega S-300. Trenutno ga uporabljajo Rusija, Kitajska in Turčija, bila pa je podpisana tudi pogodba z Indijo, sedem drugih držav je pokazalo zanimanje. 
S-400 uporablja tri različne rakete, vsaka ima različne sposobnosti:
- 40N6 - izredno dolg doseg, 400 km
- 48N6 - dolg doseg, 250 km
- 9M96E2 - srednji doseg, 120 km